# Valeriana procurrens
Valeriana procurrens är en kaprifolväxtart som beskrevs av Carl Karl Friedrich Wilhelm Wallroth. Valeriana procurrens ingår i släktet vänderötter, och familjen kaprifolväxter. Inga underarter finns listade i Catalogue of Life.